# Église de l'Assomption du Hoher Peissenberg
Pour les articles homonymes, voir Église de l'Assomption.
L'église de pèlerinage de l'Assomption (Mariä Himmelfahrt) située au sommet du Hoher Peissenberg a été fondée en 1515 pour abriter une statue gothique de la Vierge, donnée par Georg Pienzenau, intendant ("Pfleger") du duc de Schongau.
L'église dépendait du monastère de Rottenbuch.
En 1616, l'abbé de Rottenbuch Georg Siesmer fait édifier un nouveau bâtiment.
L'église actuelle date de 1717 et fut décorée en 1747 par le stucateur Franz Xaver Schmuzer et les fresques de Matthäus Günther.
L'édifice est divisé en deux parties bien distinctes : la chapelle de l'Assomption, baroque et la chapelle de grâce, rococo

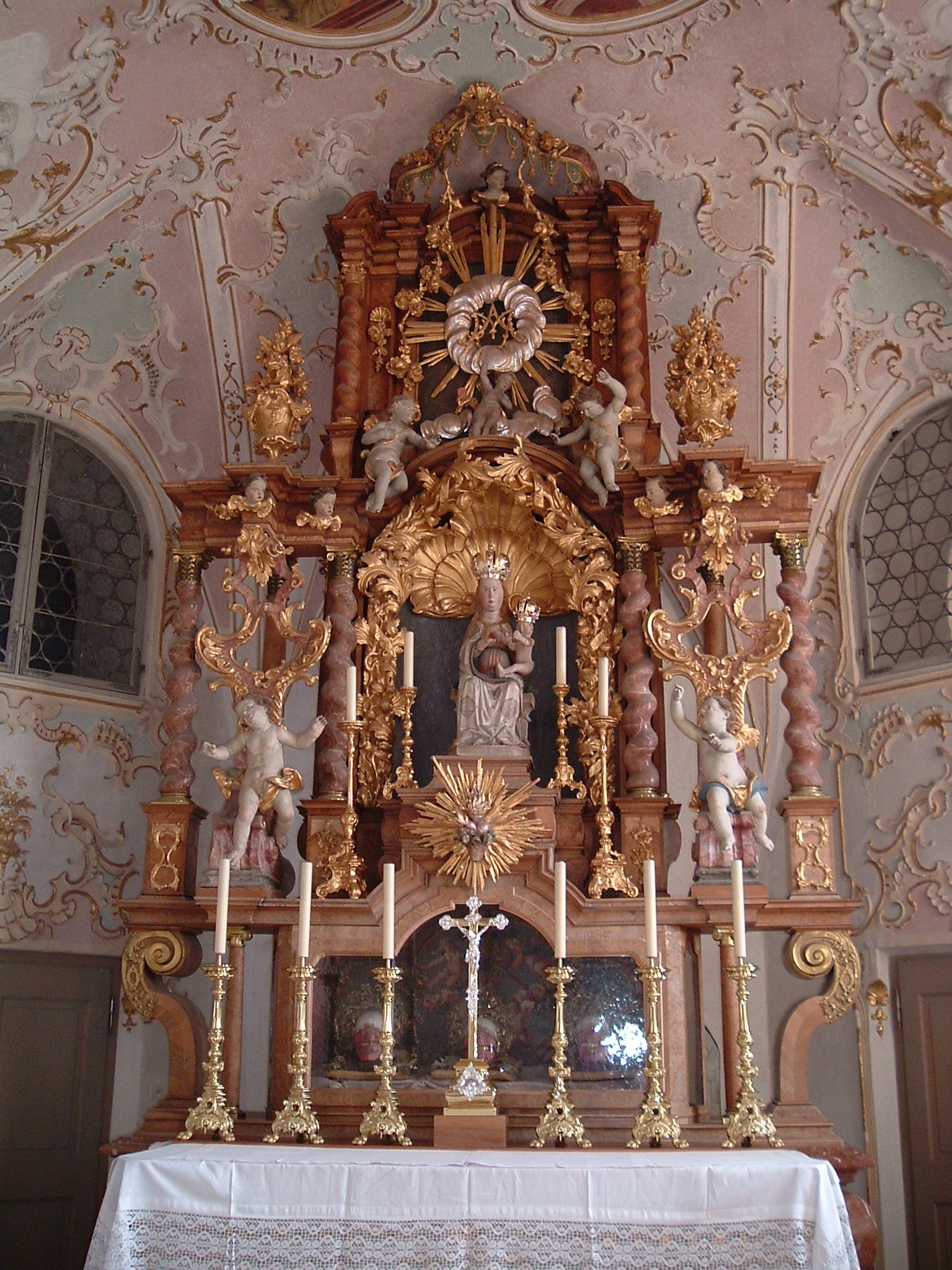
Statue de la Vierge
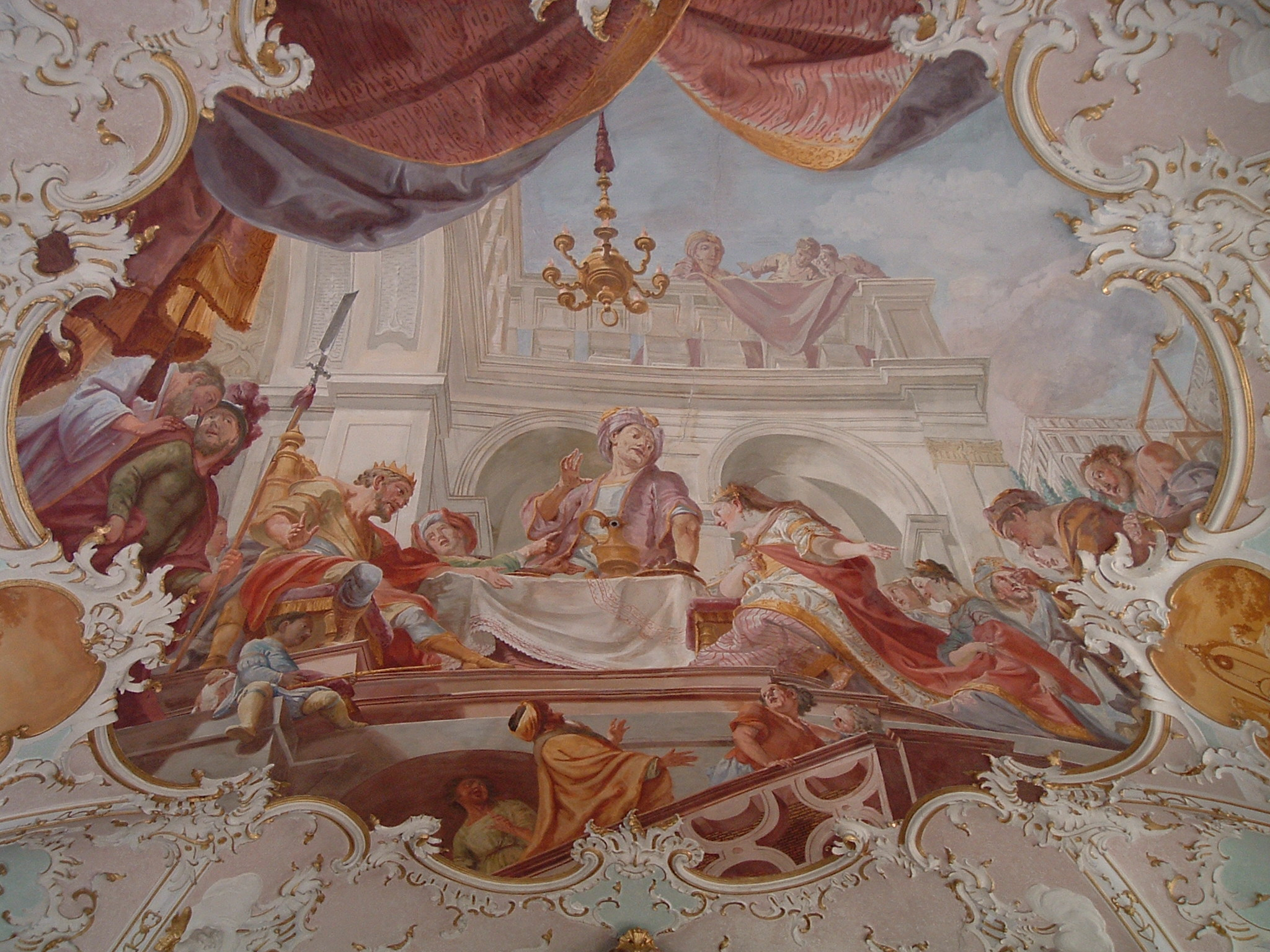
Fresques de M.Günther
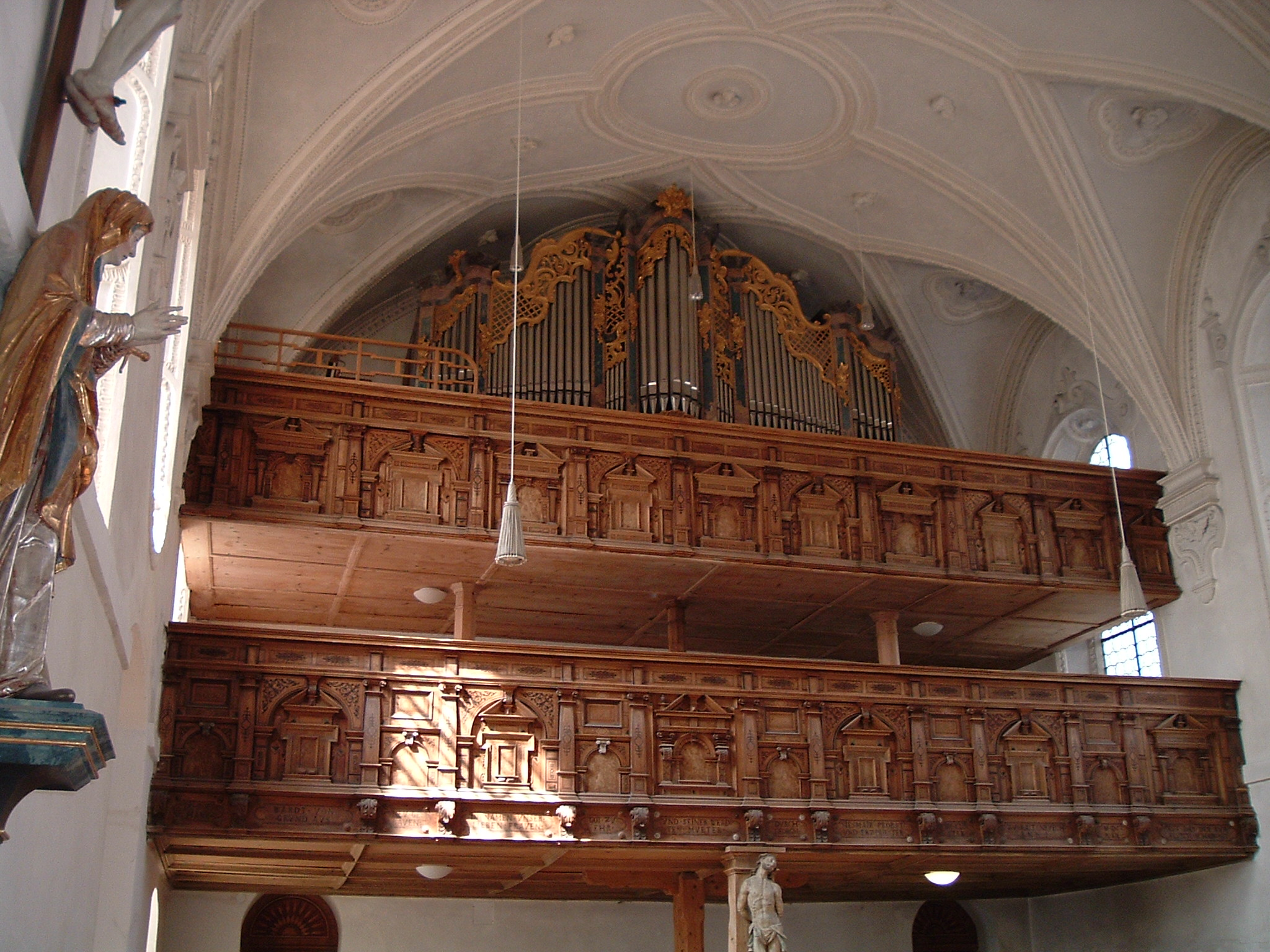
Tribune d'orgue